# António Francisco dos Santos
António Francisco dos Santos (Tendais, 29 agosto 1948 – Porto, 11 settembre 2017) è stato un vescovo cattolico portoghese.

## Biografia
Nato a Tendais, una freguesia del comune di Cinfães, in Portogallo, frequentò il seminario minore e quello maggiore della diocesi di Lamego. Nel 1977 ottenne una licenza in filosofia all'École des hautes études en sciences sociales ed nel 1979 un master in filosofia contemporanea all'Institut catholique de Paris.
L'8 dicembre 1972 fu ordinato sacerdote dall'arcivescovo António de Castro Xavier Monteiro; divenne vice-parroco a Cinfães e successivamente professore e vice-rettore del seminario di Lamego, nel periodo 1986-1991.

Tra il 1996 ed il 2004 fu pro-vicario generale della diocesi di Lamego.
Il 21 dicembre 2004 fu nominato vescovo ausiliare di Braga, ricevendo il titolo di Magneto; fu consacrato il 19 marzo 2005 dal vescovo Jacinto Tomás de Carvalho Botelho.
Il 21 settembre 2006 papa Benedetto XVI lo nominò vescovo di Aveiro, carica che mantenne fino al 21 febbraio 2014, quando papa Francesco lo nominò vescovo di Porto; prese possesso della diocesi il successivo 5 aprile.
Fu anche vescovo responsabile per il settore Vocazioni e ministeri all'interno della Conferenza episcopale portoghese.
È scomparso improvvisamente nel 2017 all'età di 69 anni a seguito di un attacco cardiaco.

## Genealogia episcopale
La genealogia episcopale è:
- Cardinale Scipione Rebiba
- Cardinale Giulio Antonio Santori
- Cardinale Girolamo Bernerio, O.P.
- Arcivescovo Galeazzo Sanvitale
- Cardinale Ludovico Ludovisi
- Cardinale Luigi Caetani
- Cardinale Ulderico Carpegna
- Cardinale Paluzzo Paluzzi Altieri degli Albertoni
- Papa Benedetto XIII
- Papa Benedetto XIV
- Arcivescovo Enrico Enriquez
- Vescovo Manuel Quintano Bonifaz
- Cardinale Buenaventura Córdoba Espinosa de la Cerda
- Cardinale Giuseppe Maria Doria Pamphilj
- Cardinale Francesco Saverio Castiglioni
- Papa Pio IX
- Cardinale Alessandro Franchi
- Arcivescovo Gaetano Aloisi Masella
- Cardinale José Sebastião d'Almeida Neto, O.F.M.
- Vescovo António José de Souza Barroso
- Vescovo Manuel Luís Coelho da Silva
- Cardinale Manuel Gonçalves Cerejeira
- Arcivescovo Ernesto Sena de Oliveira
- Arcivescovo Eurico Dias Nogueira
- Vescovo Jacinto Tomás de Carvalho Botelho
- Vescovo António Francisco dos Santos